# نيكو (مغنية)
نيكو (بالرومانية: Nicoleta Matei)‏ هي مغنية رومانية، ولدت في 1 فبراير 1970 في بلويشت في رومانيا.

## وصلات خارجية
- الموقع الرسمي